# Jos Vandeloo

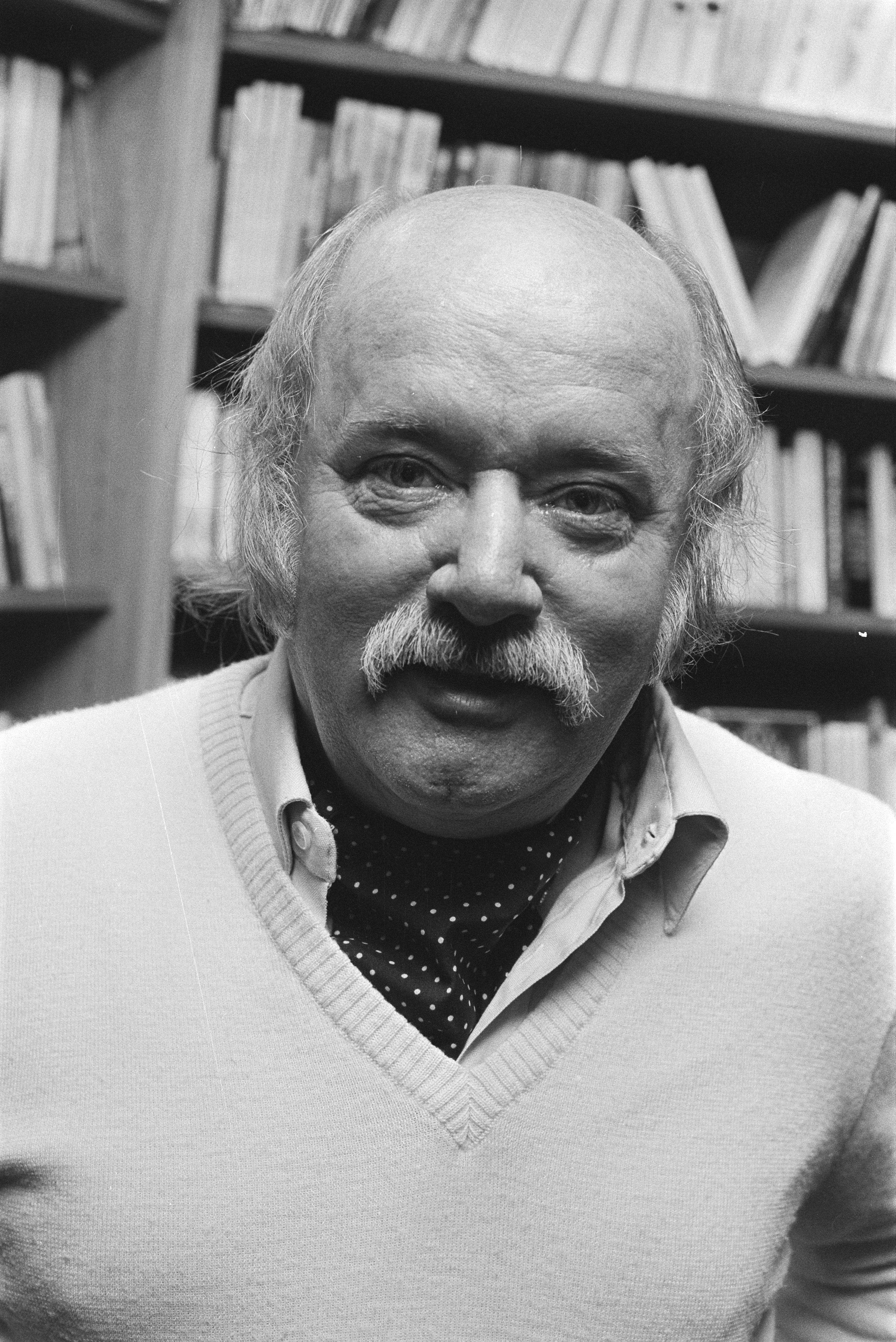
Jos Vandeloo

Josephus Albertus "Jos" Vandeloo, född 5 september 1925 i Zonhoven i Limburg, död 5 oktober 2015 i Mortsel, var en belgisk författare och poet. 

## Uppväxt
Vandeloo växte upp i en gruvarbetarfamilj och studerade i ungdomsåren till kemist. Efter andra världskriget arbetade han inom gruvindustrin. Under ungdomsåren reste han i Europa och studerade holländsk och fransk litteratur vid Royal Academy och Higher Institute for Arts i Antwerpen. 

## Karriär
År 1955 debuterade han som poet med antologin Speelse parade. För en större allmänhet blev han även känd genom berättelser som "De muur" och "Het gevaar". I sina böcker skildrade han ofta det moderna samhällets baksidor såsom ensamhet och alienation. Han sökte också beskriva ett vackert alternativ, ett paradis mot vilket människan bör sträva. 
Vandeloo skrev förutom romaner och poesi även för TV och teatern. Hans arbeten har översatts till ett flertal europeiska språk och han vann även flera priser.